# 태원엔터테인먼트
태원 엔터테인먼트(TAEWON Entertainment)는 대한민국의 정태원 대표가 설립한 영화 제작사다.

## 개요
1995년에 설립한 태원엔터테인먼트는 설립한 해에 《프렌치 키스》, 《마스크》, 《덤앤더머》를 수입하였다. 1996년에는 《저수지의 개들》을 수입하였고, 마이클 잭슨과 보이즈 투멘의 공연을 주최하기도 했다. 1997년에는 《할렐루야》, 1998년에는 《키스할까요》를 제작하였다. 1999년에는 스펙트럼 디브이디를 설립하였다. 2006년 10월에는 본사를 PAX 타워로 이전했다.
주요 작품에는 가문의 영광 시리즈, 맨발의 기봉이, 흑수선 등도 있다.

## 제작 작품

### 영화
- 할렐루야
- 키스할까요?
- 산전수전
- 인정사정 볼 것 없다
- 비천무
- 흑수선
- 가문의 영광
- 나비
- 국화꽃 향기
- 누구나 비밀은 있다
- 역전의 명수
- 가문의 위기
- 무영검
- 연리지
- 맨발의 기봉이
- 가문의 부활
- 폭력써클
- 누가 그녀와 잤을까?
- 김관장 대 김관장 대 김관장
- 사랑방 선수와 어머니
- 사랑
- 마지막 선물
- 삼국지: 용의 부활
- 눈에는 눈 이에는 이
- 포화 속으로
- 가문의 수난
- 가문의 귀환
- 인천상륙작전
- 물괴
- 배반의 장미
- 장사리: 잊혀진 영웅들
- 가문의 영광:리턴즈

### 드라마

#### KBS
- 아이리스
- 아이리스 2

#### SBS
- 아테나: 전쟁의 여신
- 편의점 샛별이

#### MBC
- 트라이앵글
- 달콤살벌 패밀리

#### tvN
- 제3병원
- 크리미널 마인드

#### TVING
- 빌런즈